# Гвинтовка, Матвей Никитич
Матвей Никитович Гвинтовка (укр. Матвій Микитович Гвинтовка; ? — после 1672) — украинский военный деятель 1660 — 1670-х годов, Нежинский полковник (1663—1667).

## Биография
Гвинтовка был неграмотным запорожцем, представителем интересов голутвенных казаков (голытьбы). При гетмане Войска Запорожского (левобережного) Иване Брюховецком (1663 по 1668 год) был поставлен командовать Нежинским полком.

Герб Нежинского полка

В 1665 году вместе с гетманом Брюховецким побывал в Москве, но отказался подписать статьи договора Брюховецкого с русским правительством.
В 1667 году за протест против действий гетмана Брюховецкого был лишен полковничества и посажен в Гадяче под караул.
Гвинтовка — один из ближайших соратников преемника Брюховецкого гетмана Демьяна Игнатьевича Многогрешного. Освобожденный из заточения после убийства Брюховецкого, М. Гвинтовка выступил посредником между наказным гетманом восточной Украины Д. И. Многогрешным и московским правительством. Ездил с этой целью в Москву. Вновь был поставлен Многогрешным нежинским полковником.
В январе 1669 года ездил в составе украинского посольства в Москву. В 1670 году гетман Многогрешный по требованию царя должен был отправить в полк Ромодановского против восставшего Степана Разина 500 или 600 казаков. Гетман отправил 1000 казаков во главе с генеральным есаулом М. Гвинтовкою. 
Поддержал антимосковское выступление гетмана, за что попал в тюрьму, где просидел до его падения. После устранения с гетманства Д. Многогрешного был арестован и вывезен в Сибирь вместе с гетманом, где и умер.

## В искусстве
- Образ Гвинтовки был выведен П. Кулишом в историческом романе «Чорна рада».